# Skyarpasjön (södra)
Skyarpasjön är en sjö i Svenljunga kommun i Västergötland och ingår i Ätrans huvudavrinningsområde.